# Kostel Nanebevzetí Panny Marie (Stálky)
Kostel Nanebevzetí Panny Marie je farní kostel v římskokatolické farnosti Stálky, nachází se v centru obce Stálky. Kostel je gotickou stavbou, která byla později přestavěna v barokním slohu. Kostel je v rámci areálu spolu s křížem chráněn jako kulturní památka České republiky.

## Popis
Původně byl kostel jednolodní, později při přestavbě bylo zřejmě uvažováno o dobudování druhé lodě, pozůstatky plánů na druhou loď lze najít v případě opěrných sloupů dnešní lodi kostela. Kostel má pětistranný presbytář. Sakristie je na jižní straně kostela a věž byla později přistavěna na západní straně kostela. Věž je zakončena zděným kuželem střechy, ve zvonicovém patře jsou okna s okenicemi.

## Historie
Kostel byl postaven v pozdní gotice, v roce 1631 byl barokně přestavěn.
V roce 1715 byl rekonstruován hlavní oltář a oltářní obrazy, znovu obnoven byl pak také v roce 1769. V roce 1882 byl zasvěcen boční oltář Panny Marie Lurdské, v roce 1884 druhý pak svatému Josefu. Roku 1872 byly do kostela zakoupeny nové varhany, původní byly zakoupeny již v roce 1699. Nové však byly poruchové a tak byly v letech 1888 a 1893 opraveny. V roce 1872 byl pořízen největší zvon. V roce 2008 byl na věži znovu vztyčen zlatý kříž.